# Geoffrey Carr
Geoffrey Carr (Battersea, 22 gennaio 1886 – Ealing, 13 luglio 1969) è stato un canottiere britannico.

## Palmarès
- Giochi olimpici

Stoccolma 1912: argento nel quattro con.